# Gasgeschütz
Das Gasgeschütz (auch Gaskanone) war ein Geschütztyp aus der Gruppe der pneumatischen Geschütze.
Anstelle stark verdichteter Luft verwendete man bei den Gasgeschützen ein explosives Gemenge von weniger stark verdichteter Luft und Kohlenwasserstoff als Treibmittel. Wenn das Geschoss in Bewegung versetzt worden ist, soll dieses Gemisch explodieren. Hierdurch würde, bei erhöhtem Druck im Vorderteil der Kanone, die Mündungsgeschwindigkeit des Geschosses erhöht und die Kanone könnte damit kürzer gemacht werden. Die Keely-Kanone gilt als eine frühe Version der Gaskanonen.